# Gestuelle de réunion

Exemple de gestes utilisés par le mouvement Occupy.

La gestuelle de réunion ou gestuelle d'assemblée, aussi appelée langage des signes du mouvement Occupy, est un ensemble d'attitudes, ou mouvements des bras et mains, pouvant être utilisés dans des réunions et assemblées pour améliorer de façon silencieuse la communication et l'interactivité ; surtout quand l'assemblée comporte un grand nombre de personnes.
Cette gestuelle est surtout connue pour avoir émergé dans des mouvements populaires comme le mouvement des Indignés en Espagne en 2011, le mouvement Occupy  ainsi que dans les manifestations de Nuit debout en 2016 et les réunions des grèves étudiantes pour le climat en 2019. Puis de nouvelles organisations les utilisent et les propages, comme par exemple Extinction Rebellion.

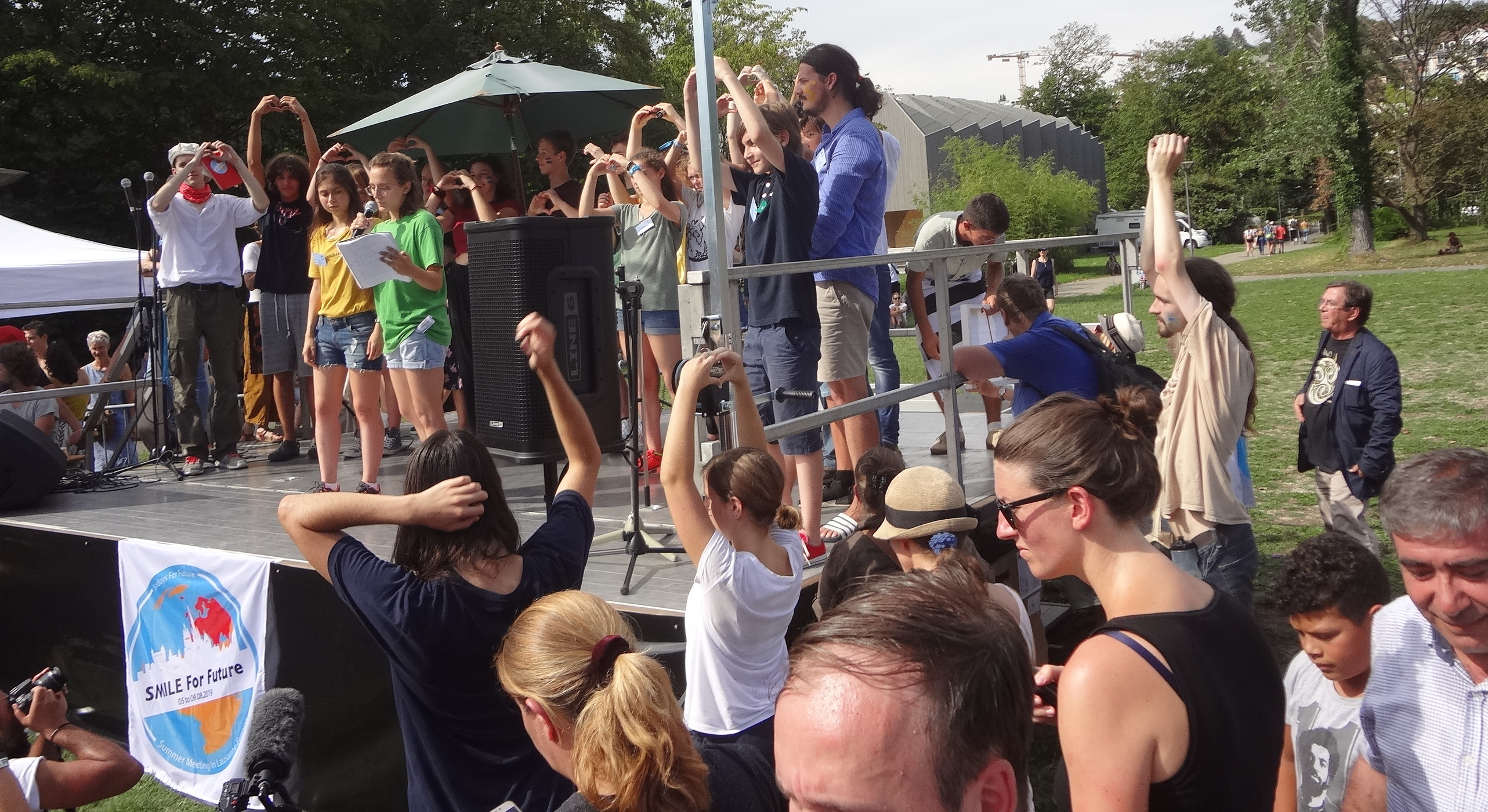
Gestes utilisés par la grève du climat à Lausanne

Hormis ces grandes assemblées, la gestuelle de réunion s'utilise aussi de plus en plus dans des réunions associatives de plus petites envergures, notamment les réunions utilisant des processus en gouvernance organique et en démocratie participative directe.
Ces gestes sont parfois appelés de manière humoristique : les gestes qui sauvent vos réunions ou ces gestes qui sauvent la démocratie.
La gestuelle de réunion peut avoir plusieurs fonctions. La base sert surtout à exprimer silencieusement son avis sur les propos d'un orateur.
Une partie des gestes est en lien direct avec la gestion d'assemblée de grande envergure (parler plus fort, point technique, etc.).
D'autre gestes servent à faciliter la prise de décision, notamment par consensus. (J'ai une objection, je bloque, je fais une proposition, etc.).

## Exemples
Il existe plusieurs types de gestes : 
- les gestes permettant de faire des demandes ;
- les gestes permettant d'exprimer son avis, son ressenti.

### Demandes
- Demande de parole, se fait par un lever de main
- Précision rapide. Les deux index en l'air. Permet de demander la parole pour un très bref éclaircissement.
- Recentrer la discussion. Les mains, voir les bras forment un triangle. Ce geste indique une demande de recentrer la discussion. En plus grand c'est aussi un « On se calme » si l'assemblée n'est plus dans la bienveillance et le respect.
- Demande de clarification. La main forme la lettre C. Quelque chose n'est pas clair dans les mots utilisés, dans la précision d'une expression et demande à être clarifiée. Notamment avant des prises de décision.
- Point technique. Les mains forment la lettre T. A l'image du signe « temps mort ». C'est une demande pour résoudre un point technique. Par exemple améliorer la disposition de la salle, allumer la lumière, etc.
- Demande de parler plus fort.

### Ressenti

Gestuelle de réunion - Les principaux gestes.

- J'adhère. Je suis d'accord, j'aime. Applaudissement silencieux, les mains sont agitées en l'air. Ce qui donne un effet de scintillement. C'est l'applaudissement repris de la langue des signes. Ce geste permet d'exprimer que l'on est tout à fait d'accord avec la personne qui parle.
- Je n'adhère pas. Agiter les mains en bas montre que l'on n'est pas d'accord avec ce qui est dit.
- J'ai une opposition. Les bras en croix. Il y a une opposition à lever. Suivant les variantes je demande en même temps de m'exprimer.
- Je bloque. Le poing en l'air. « Si ma proposition n'est pas prise en compte, je quitte l'assemblée ».
- Proposition. La main fait la lettre P. J'ai une proposition à faire.
- On se détend. grand triangle avec les bras. C'est un recentrage en plus grand.
- Déjà dit ou Trop long. Moulin avec les mains. Indique à celui qui parle qu'il se répète et devrait conclure.
- Je ne trouve pas ça utile, mais ne bloque pas, je peux vivre avec. C'est le principe de la prise de décision par consentement : personne ne dit non.

## Utilisations

### Communication non-violente en grande assemblée

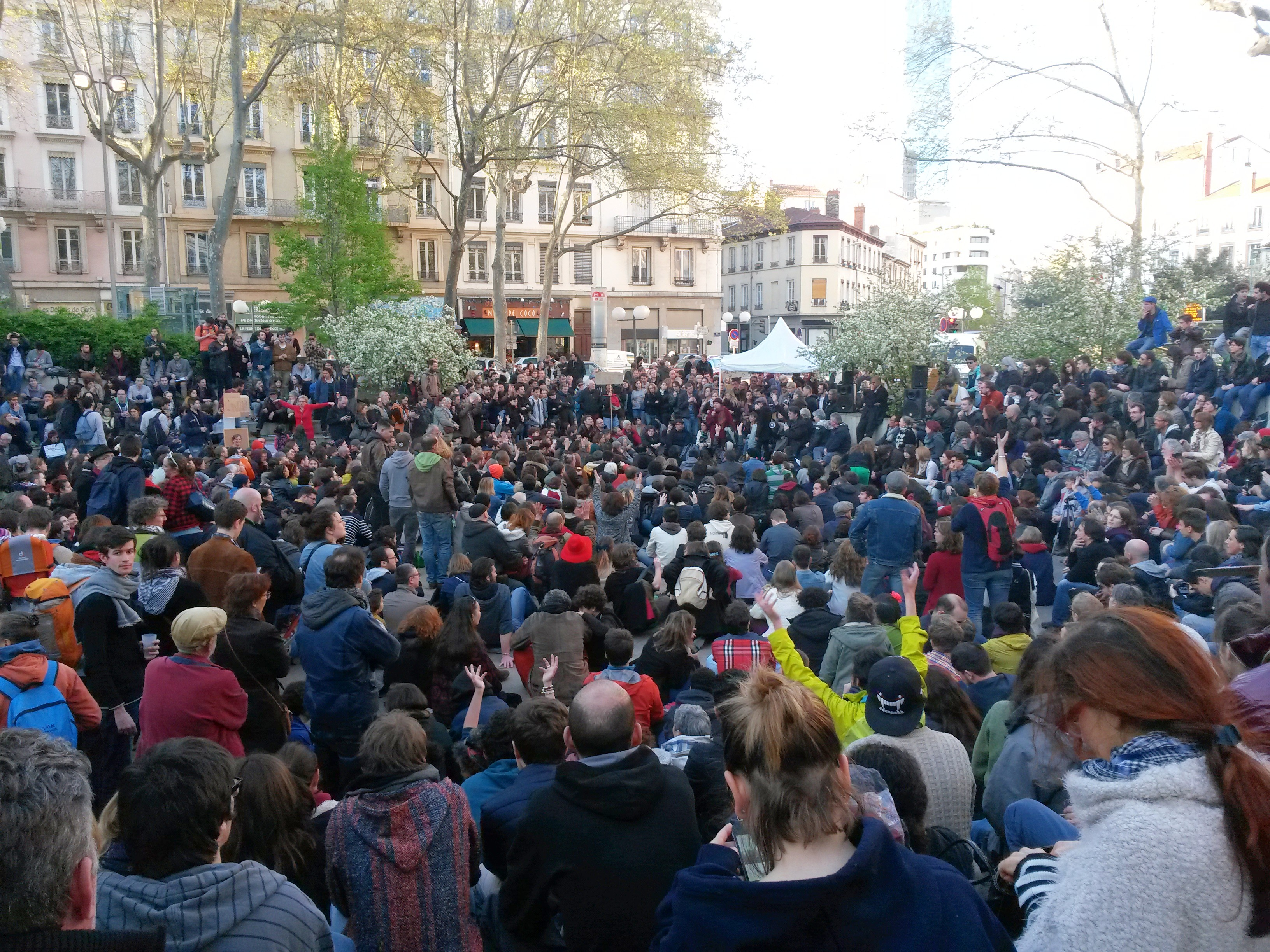
Utilisation de gestuelle d'assemblée pendant une Assemblée générale de Nuit debout à Lyon.

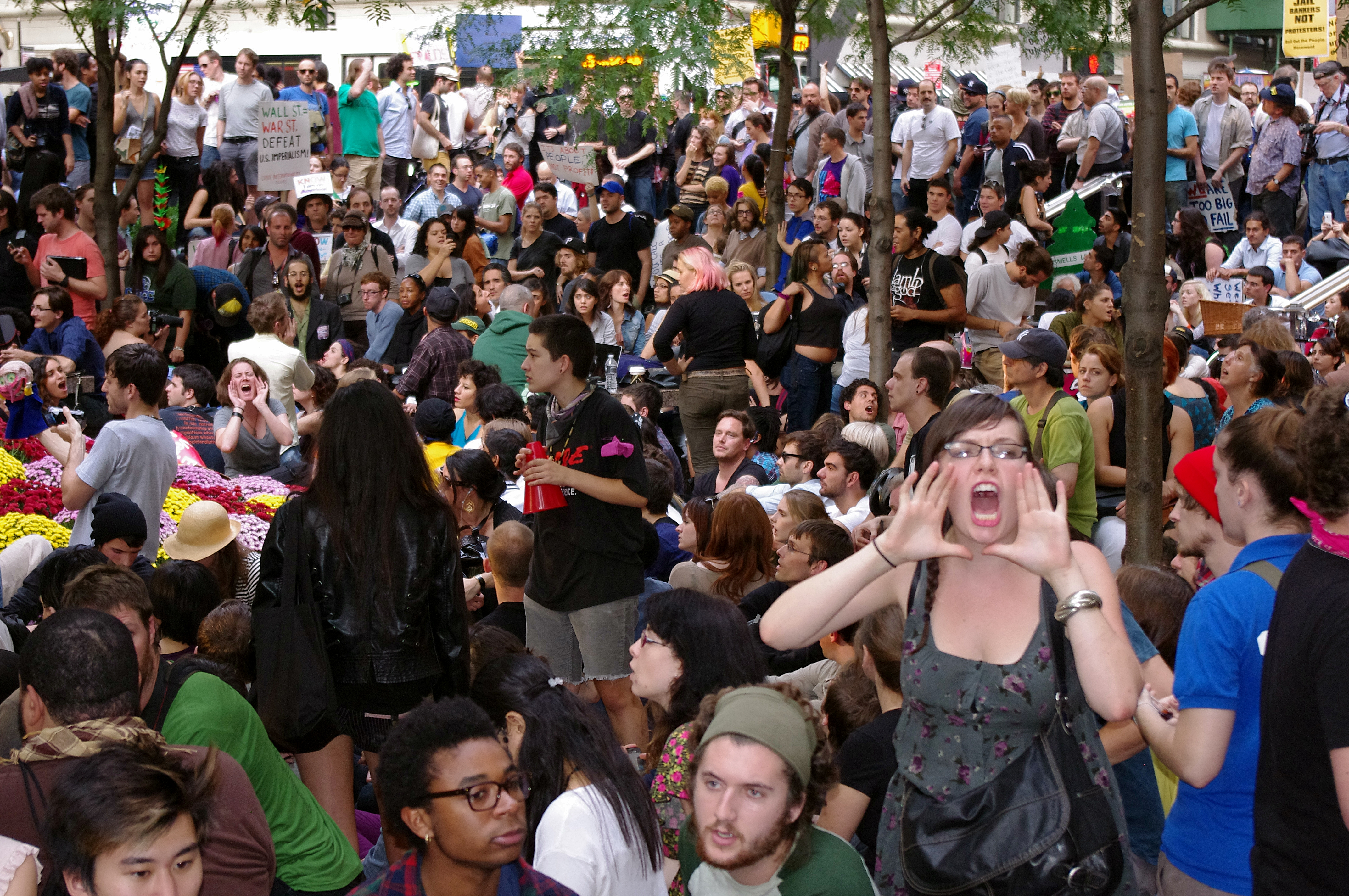
Haut-parleur humain lors de Occupy Wall Street en 2011.

Il est possible d'exprimer son avis sur les propos d'un orateur sans exprimer bruyamment son accord ou désaccord. Ce qui traditionnellement se fait par exemple avec des sifflements ou des applaudissements bruyants se fait de manière silencieuse en geste.
Cette technique de gestuelle d'assemblée a été adoptée par le mouvement Occupy, notamment pour ne pas déranger le principe du haut-parleur humain. (Des volontaires répètent les propos de l'orateur plus loin pour que tout le monde entende bien)

### Processus de prise de décision
Certains gestes sont utilisés dans le cadre d'un processus de prise de décision. Notamment le processus de prise de décision par consensus pratiqué par le mouvement des indignés et par le mouvement Occupy.
Quand un orateur exprime son avis, il y a une interactivité avec les auditeurs. Directement il est possible de « prendre la température » de l'assemblée à propos d'un sujet. S'il y a beaucoup de mains qui se lèvent en signe d'applaudissement silencieux il est évident qu'il y a un consensus global autour de ces propos.
Par contre on voit aussi directement s'il y a des oppositions. Les signes de bras croisés, poings levés ou agitation des mains vers le bas montre des oppositions. Suivant le geste utilisé la nature de l'opposition peut être mesurée.
Là il y a plusieurs gestes différents selon les mouvements et les lieux. Il est important de bien suivre la convention de l'assemblée concernée.
La nature des objections est en général graduée de simple désaccord. « Je ne trouve pas que c'est utile, mais je peux vivre avec » à des blocages du type « Je quitte l'assemblée si mon propos n'est pas pris en compte », avec toutes les nuances intermédiaires « Je n'adhère pas » (sans vouloir s'exprimer plus en détail), « j'ai une objection et je souhaite l'exprimer en détail », « J'ai une proposition alternative ».

## Incompréhension
L'utilisation de geste en réunion n'est pas une pratique très courante. Leur signification est peu connue. De nombreux passants se questionnent à propos de la signification des gestes[réf. nécessaire].
Parfois les médias ont tenté d'expliquer la traduction des gestes, mais avec des erreurs et des variantes qui ne sont pas valables partout. Ce qui apporte à la confusion,.
Parfois il y a des gens qui pensaient que les mains en l'air étaient des votes, alors que le processus de prise de décision se faisait par consensus.
Il manque encore de la pratique et une large diffusion de la signification de ces gestes pour qu'ils soient vraiment utilisables[réf. nécessaire].

### Taille des gestes

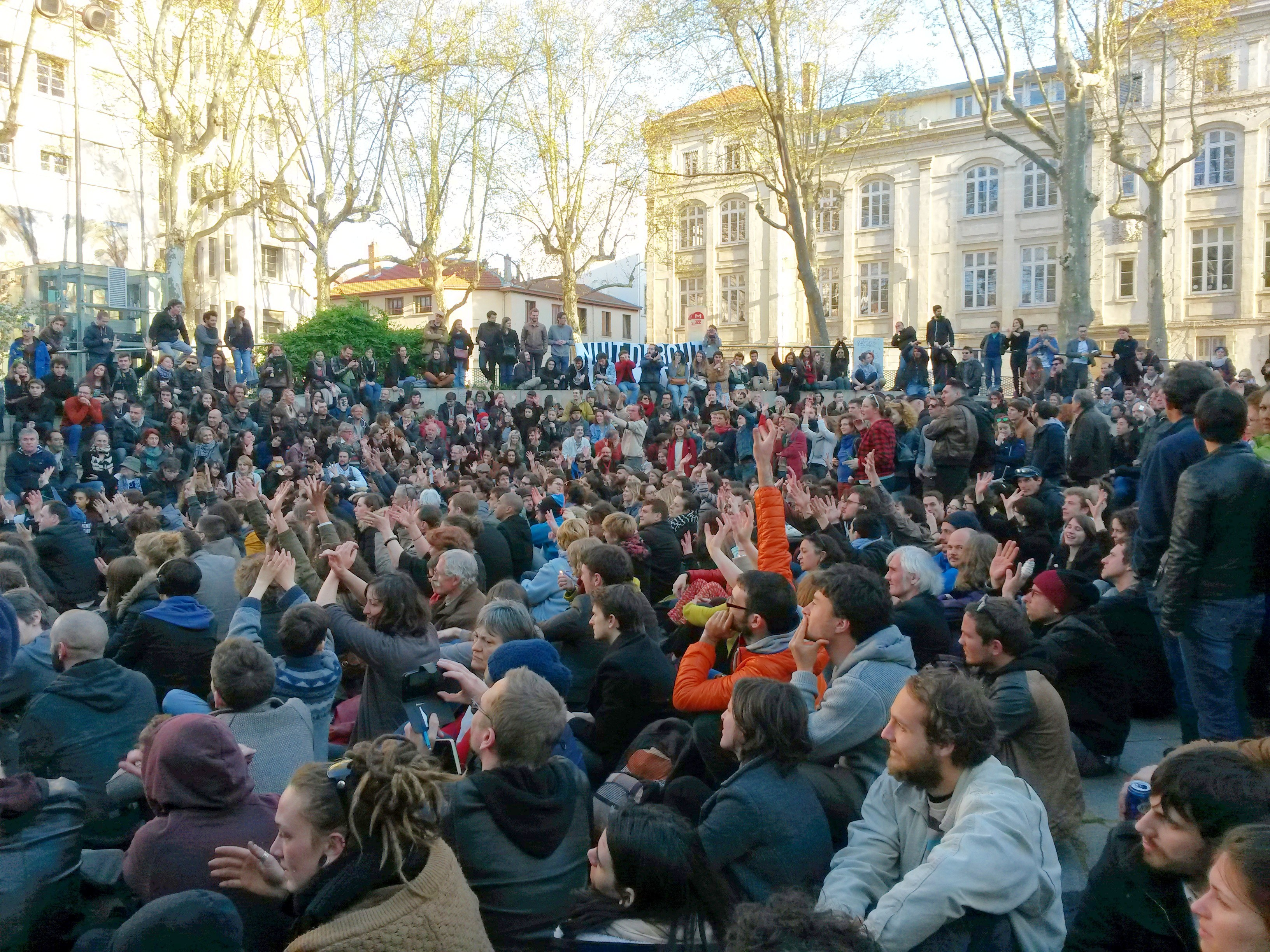
Bras en croix pas clairs lors d'une Assemblée générale de Nuit debout à Lyon.

Parfois il y a confusion entre les signes qui sont petits et ne se voient pas bien de loin.
Ainsi, tout comme il existe des lettres de basse ou haute casse, il existe des variantes majuscules et minuscules pour les gestes.
Par exemple le moulinet des doigts ou des mains pour dire « déjà dit » se transforme en grand moulin des bras au dessus de la tête.
La différence entre les bras croisés avec ou sans les poings est également une source de confusion.

### Erreurs de traductions

Variante de gestuelle de réunion utilisée par le mouvement Occupy.

Les différentes traductions de panneaux en langue d'origine espagnole ou anglaise ont parfois des traductions littérales malheureuses qui n'aident pas à la compréhension du geste. Par exemple, A favor traduit en « À l'attention de » plutôt que « Je suis pour », « d'accord » ou « j'adhère ».

### Ambiguïté du contexte
Parfois suivant le contexte le geste est interprété autrement.
Par exemple la lettre « C » clarification des mots utilisés est souvent indiquée « traduction ». Est-ce un changement de langue, une traduction dans une autre langue ou juste une explication sur un mot ou une expression inconnue ou peu claire ? On est aussi dans le cas d'une traduction d'un jargon en langage courant.
D'une manière générale, selon les processus de prise de décision par consensus ou en holacratie, la demande de clarification permet de s'assurer que les mots utilisés sont bien clair pour tout le monde, mais aussi que la phrase soit bien précise et pas qu'une vague idée.

### Comparaison des variantes

Gestuelle de réunion du mouvement des Indignés traduit pour nuitDebout.

Il existes de nombreuses variantes. Voici (ci-contre) les variantes utilisées par les mouvements Occupy, des Indignés et de Nuit debout.

## Origines
Les origines de la gestuelle de réunion sont diverses. C'est surtout depuis 2011 avec le mouvement des Indignés que l'utilisation de certains gestes a été largement diffusée. Puis quelques mois après c'est le mouvement Occupy Wall Street qui a aussi utilisé un certain nombre de gestes. Pas toujours les mêmes et pas forcément des mêmes sources.
Dans le contexte francophone, c'est surtout en 2016 avec les manifestations de Nuit debout et ses assemblées générales participatives sur la place de la république à Paris que la gestuelle de réunion s'est vraiment diffusée.
Plusieurs médias ont relayé des infographies et des vidéos avec le décodage du langage de Nuit debout.
Cependant il y a des sources plus anciennes qui montrent que certains signes étaient déjà utilisés, notamment par le mouvement des Verts aux USA, par le Camp Action Climat, par le mouvement des droits civiques US, dans le mouvement Action directe Network, et dans les rencontres des Quakers.
L'applaudissement silencieux est issu de la langue des signes.
De nombreuses gestuelles se retrouvent dans plusieurs domaines, comme chez les traders  (voir l'article Wikipédia en anglais) ou dans l'armée avec le langage tactique.
Les entreprises de développement informatique qui utilisent des méthodes agiles, emploient parfois la gestuelle de réunion dans leur séances, comme c'est le cas pour le Government Digital Service du gouvernement britannique.

#### Mouvements
- Extinction Rebellion
- Grève étudiante pour le climat
- Mouvement des Indignés
- Nuit debout
- Occupy Wall Street et Occupy movement